# Tadeusz Żuwała
Tadeusz Jan Żuwała (ur. 3 czerwca 1913 w Krakowie, zm. 8 września 1990 tamże) – polski piłkarz występujący na pozycji pomocnika, trener, w czasie II wojny światowej żołnierz Związku Walki Zbrojnej i Armii Krajowej.

## Życiorys
Żuwała był wychowankiem Dąbskiego Kraków, w którym występował w latach 1928–1931. Następnie grał w Czarnych Kraków (1931–1934) oraz Lechii Lwów (1935–1936). W sezonie 1937 przeniósł się do pierwszoligowej Cracovii, z którą zdobył wtenczas tytuł mistrza Polski. Żuwała zadebiutował w „Pasach” 2 maja 1937 roku w wygranym 5:1 meczu z Pogonią Lwów. Po zakończeniu sezonu został piłkarzem Sokoła Mielec (1937–1938), skąd trafił do Junaka Drohobycz (1938–1939). W czasie II wojny światowej uczestniczył w rozgrywkach konspiracyjnych w barwach Cracovii oraz był żołnierzem Związku Walki Zbrojnej i Armii Krajowej. Nosił pseudonim „Rezuła”. 8 maja 1944 roku uczestniczył z oddziałem AK „Żelbet” w walkach o obronę magazynu broni w Łęgu. Po okupacji grał przez rok w macierzystym Dąbskim Kraków, po czym występował w TUR Len Kamienna Góra (1946–1948). W 1948 trafił na sześć lat do więzienia Urzędu Bezpieczeństwa. Żuwała pracował po zakończeniu kariery piłkarskiej jako trener i prowadził w tym czasie Partyzanta Łagiszów, Resovię oraz Czarnych Kraków.